# Jacques Necker

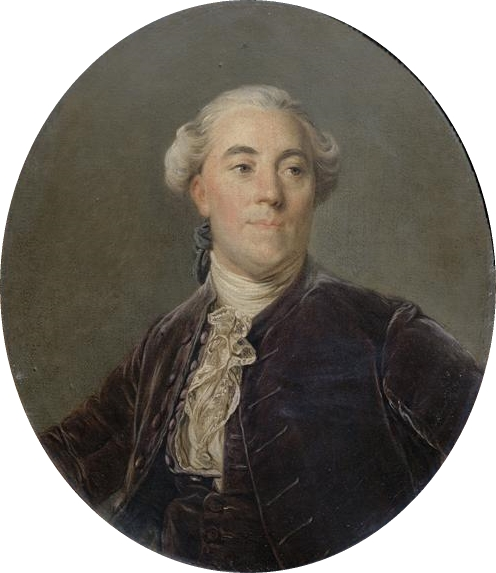
Portret al lui Jacques Necker, de Joseph Duplessis, (Castelul Versailles)

Jacques Necker (n. 30 septembrie 1732, Geneva, Republica Geneva⁠(d) – d. 9 aprilie 1804, Geneva, Franța) a fost un bancher elvețian, autor, director general al Trezoreriei Franței și ministru de finanțe al Franței sub Ludovic al XVI-lea.
A fost numit ambasador al Genevei în Paris în anul 1768.